# Disordini a bordo della USS Kitty Hawk
I disordini a bordo della USS Kitty Hawk scaturirono da motivazioni razziali sulla portaerei della US Navy la notte tra il 12 e il 13 ottobre 1972, mentre si trovava alla Yankee Station al largo delle coste del Vietnam del Nord durante l'operazione Linebacker. Molti componenti dell'equipaggio rimasero feriti, ma la Kitty Hawk partecipò comunque all'operazione Linebacker.

## I fatti
Circa 100-200 membri di colore dell’equipaggio a bordo della Kitty Hawk, si ribellarono in conseguenza del razzismo istituzionalizzato sulla nave. Fra i motivi del malcontento stava il convincimento che ai marinai di colore fossero abitualmente assegnati compiti servili o degradanti. I marinai di colore credevano pure che i marinai bianchi subissero (a parità di violazioni commesse) sanzioni disciplinari più blande. Inoltre persisteva un forte risentimento a seguito di una rissa a sfondo razziale che aveva coinvolto marinai della Kitty Hawk nelle Filippine poco prima che la nave salpasse.
Nel corso dei disordini, alcuni marinai di colore assalirono e ferirono da 45 a 60 membri bianchi dell'equipaggio. Tre dovettero essere ricoverati a terra. Il comandante della portaerei — capitano di vascello (captain) Marland Townsend e il suo secondo — capitano di fregata (commander) Benjamin Cloud (che era un ufficiale di colore) — dissuasero i facinorosi da ulteriori atti di violenza e impedirono ai marinai bianchi di compiere rappresaglie. In tal modo la portaerei poté lanciare le missioni aeree del programma Linebacker per la mattinata del 12 ottobre. Diciannove dei facinorosi furono in seguito ritenuti colpevoli per almeno un capo di imputazione connesso ai disordini. 
I fatti assursero agli onori delle cronache grazie al New York Times. Le successive agitazioni razziali sulla Constellation (gemella della Kitty Hawk) provocarono audizioni al Congresso per esaminare le relazioni razziali nella Marina, e politiche e programmi stabiliti dai capi della Marina per fronteggiare i problemi razziali.